# Aghjots Vank

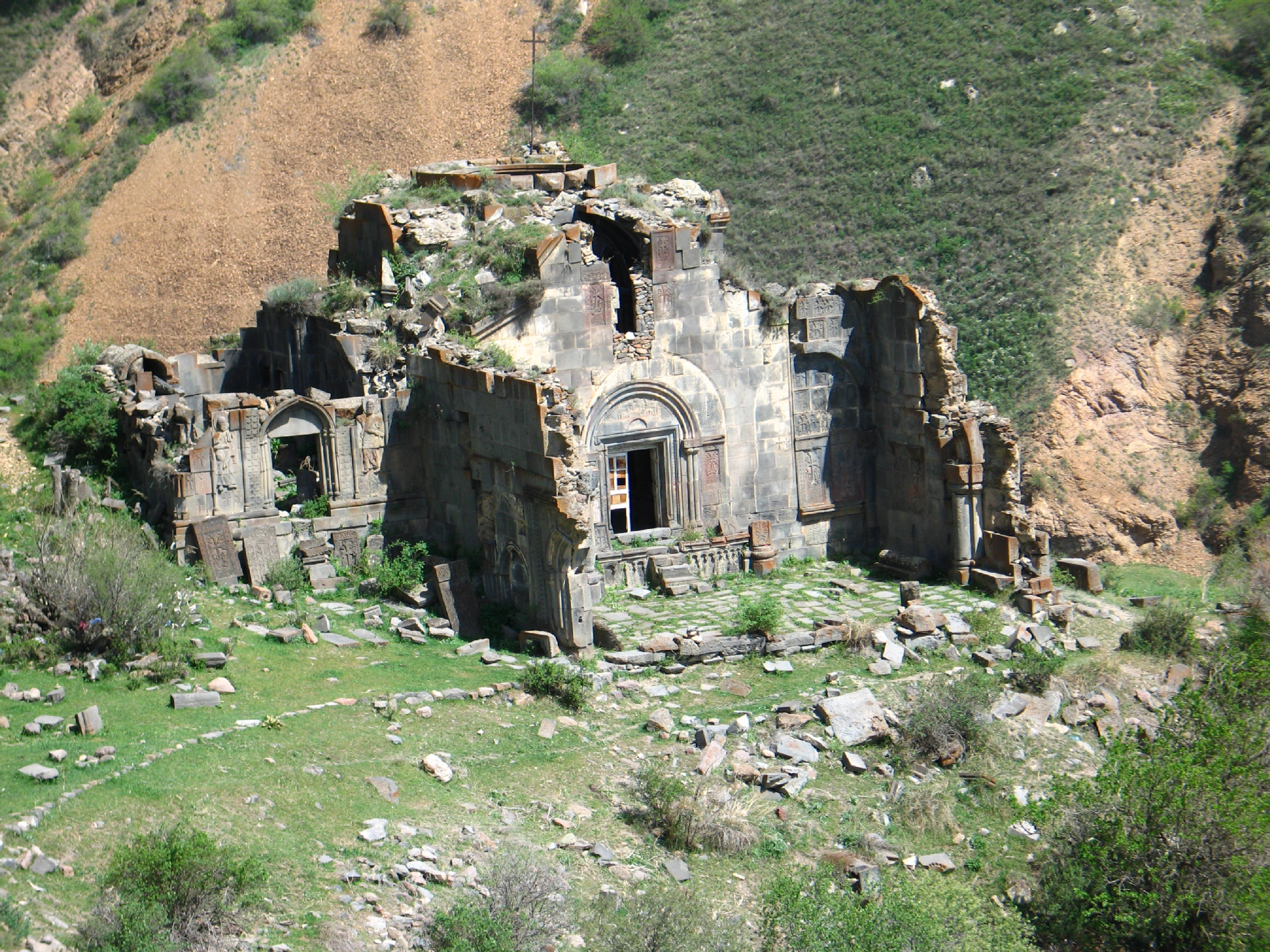
Ruïne van een kleine kapel uit 1270

Aghjots Vank (Armeens: Աղջոց վանք), ook bekend als Surb Stepanos Vank (Armeens: Սուրբ Ստեփանոս վանք) is een ruïne van een 13e-eeuws klooster, gelegen aan een zijrivier van de rivier de Azat in de Armeense provincie Ararat. Het klooster bevindt zich in het Natuurreservaat Khosrov.